# Megalitismo na Ilha Terceira
O Megalitismo na Ilha Terceira trata da presença de monumentos e arte megalítica na Ilha Terceira, Arquipélago dos Açores. A presença megalítica está actualmente documentada em sete pontos da Ilha Terceira: Serreta, Quatro Ribeiras, São Brás, Monte Brasil, Grota do Medo, Serra do Cume e Serra da Ribeirinha.
É um objecto de estudo controverso no qual existem investigadores que defendem a historiografia oficial, em que a primeira presença humana na ilha foi a dos portugueses, e investigadores, dos quais se destaca Antonieta Costa, que defendem que poderá ter havido presença humana anterior à dos portugueses, uma alegação com base nos achados megalíticos em diversos pontos da Ilha Terceira.
Nestes diversos pontos podem-se encontrar construções monumentais, grandes blocos de pedra dispostos de forma não-natural, menires, figuras zoomórficas e antropomórficas, e também entalhes em pedras retratando várias espécies de animais.
A ideia de haver presença humana no arquipélago antes da chegada dos portugueses é uma ideia antiga; várias ilhas/arquipélagos/cidades eram registadas em vários mapas e várias lendas contavam sobre ilhas e cidades. Depois da chegada dos portugueses, foi documentado o descobrimento de uma escultura na ilha do Corvo que terá sido transportada para a metrópole, e que é relatada na obra de Damião de Góis. Ainda no Corvo, já no século XVIII, foi encontrado um tesouro de moedas hispano-cartaginesas.

## Mapa Arqueológico da Ilha

### Serreta
Na Serreta, entre a estrada nacional e a Ponta do Queimado, encontra-se uma área na qual se observa a existência de ruínas de paredes com cerca de 1 metro de altura, sendo que a sua maioria está erigida em forma de círculos; desde 1999 que tem havido um esforço para definir o seu perímetro.

### Quatro Ribeiras
Nas Quatro Ribeiras existe um conjunto de rochas com diversos detalhes. Segundo as crónicas foi a primeira povoação da ilha.No ano de 1998 foram, junto à orla costeira desta freguesia, encontrados vestígios, actualmente em estudo, que segundo os especialistas em escrita antiga são escritos rupestres deixados por navegadores, eventualmente Fenícios, que terão passado por esta ilha séculos antes da sua descoberta oficial pelos portugueses.

### São Brás
Em São Brás, assim como em Porto Martins e Cabrito, destaca-se a existência de rilheiras que, segundo os cronistas, já existiam aquando da chegada dos portugueses à ilha.

### Monte Brasil
No Monte Brasil, mesmo na cidade de Angra do Heroísmo, foi documentada a existência de um conjunto de quatro grutas (Átrio, Santuário, Piscina e Cacifo) assim como de uma série de santuários, hipogeus, e vários outros monumentos. F. Pimenta detectou santuários aquáticos, que se encontram no interior de hipogeus junto ao mar. Este tipo de estruturas, por vezes, estão associados a canais provavelmente de libações, de banhos e/ou ritos sacrificiais. Num dos exemplares achados, detectou-se um possível Solar com base no alinhamento das características da construção trapezoidal; em frente a esta gruta localiza-se uma outra, também com a forma trapezoidal, na qual se encontra uma piscina.
A leste do Pico do Facho foi também identificado pelo Arqueólogo Nuno Ribeiro um Santuário. Nuno Ribeiro também identificou vários hipogeus dispersos pelo Monte Brasil. Ainda no Pico do Facho, uma série de depressões, buracos e cavidades foram identificadas pelo Professor Catedrático Manuel Calado como elementos de um santuário, semelhantes ao de Panóias. No Monte Brasil, para além do Pico do Zimbreiro e do Facho, vários locais revelam construções que não fazem parte da raiz arquitectónica Portuguesa e Espanhola quinhentistas, nomeadamente as prisões. Três projectos diferentes de Estudo foram apresentados ao Governo Regional dos Açores e recusados por alegada falta de verbas.

### Grota do Medo
Na zona da Grota do Medo, localizada na freguesia de Posto Santo, Angra do Heroísmo, encontram-se um conjunto de formações rochosas que é interpretado pela arqueologia portuguesa como um "caos de rochas". Para além da disposição não natural de algumas destas rochas de grande dimensão, outras formas de intervenção humana podem ser observadas e comparadas com as já estudadas na costa atlântica europeia: marcas de corte em pedra, linhas com depressões formando figuras, marcas de corte, pias, inscrições, entre outras. Não obstante as semelhanças, esta actividade na Ilha Terceira denuncia aspectos originais em termos de arte rupestre.
As pias escavadas na rocha de base são o objecto central do estudo. Muitas destas pias situam-se em locais inacessíveis ou de difícil acesso, quer para o gado quer para o ser humano, e muitas têm um ou mais ângulos rectos. Sobre este local arqueológico, a investigadora Antonieta Costa já lançou várias publicações. Aparentemente existe algum tipo de ligação entre as pedras e a água; dezenas de pias podem ser encontradas em pedras importantes em vários complexos, e as pias, depois de estudadas, foram classificadas como tendo sido claramente feitas pelo homem. As pedras com com depressões, buracos ou pias, podem ser encontradas em locais megalíticos por toda a Europa Atlântica, e também já foram encontradas na ilha Gotland na Suécia e também na Lituânia. Na Grota do Medo, mais de 20 pedras foram encontradas contendo estas pias.
Segundo Nuno Ribeiro, apesar de não terem sido estudadas através de escavações arqueológicas, o tipo de construção presente nesta zona constituem um "verdadeiro tesouro" para compreender a ocupação humana das ilhas, dado que as construções existentes não se encaixam nos cânones de edificações medievais. Num artigo de 2015, por António Félix Rodrigues, estas construções e a arte rupestre que lhe está associada são comparadas com as construções megalíticas e a arte rupestre da fachada atlântica. Nesta zona também terá sido encontrada uma inscrição da época romana, gravada num bloco de traquito que apenas existe neste local. Pensa-se que será da época do Imperador Opelius Macrinus (na inscrição OPELO(S)) o único imperador nascido na Mauritânia. O nome Daci (Dacios) liga, segundo os investigadores, este achado às ilhas britânicas, dado que foram as unidades militares dácias, ao serviço de Roma, que  estiveram no Atlântico e que foram uma das principais mãos de obra para as célebres muralhas de Adriano.
Duas construções, descobertas na Grota do Medo, são muito semelhantes às Sepulturas de Passagem, uma localizada acima da outra, com 10 metros de altura a partir do solo. As Sepulturas de Passagem podem ser encontradas na Escócia e no sul de Espanha e fazem parte de um conjunto de construções da costa atlântica europeia, e são actualmente classificados como locais fúnebres. Uma das sepulturas descobertas tem um corredor de cerca de 4 metros de comprimento, e dá a um pedaço de terra que apresenta vestígios de ter tido algum tipo de construção circular com um diâmetro de 3 metros. A outra sepultura é maior, e apresenta um corredor de cerca de 7,5 metros. As paredes das sepulturas exibem marcas de trabalho realizado por seres humanos, e têm cerca de um metro e meio de altura, suportando por cima delas pedras com várias toneladas.
Várias pedras não só apresentam uma disposição não-natural como também apresentam resquícios de arte; numa das pedras com pias foi encontrado uma gravura semelhante a um barco escandinavo da Idade do Bronze. J. Coles, na sua obra Patterns in a Rocky Land: Rock Carvings in South-West Uppland, Sweden, Volume I, estudou mais de 10 mil imagens de barcos na região escandinava de Bohüslan/Vestfold, e afirma que para estas imagens existirem terá que ter havido uma importância muito grande na simbologia em torno das embarcações, pelo menos o suficiente para ficarem gravadas na pedra.
Em 24 de Agosto de 2020, no jornal Expresso, foi publicada a notícia de que uma peça de cerâmica, extraída de uma cavidade cilíndrica numa construção megalítica na zona da Grota do Medo, foi fabricada há cerca de 2530 anos, fazendo alusão a um artigo publicado na revista holandesa de divulgação científica Archeologie Magazine.

### Serra do Cume
Na Serra do Cume, a investigadora Antonieta Costa realizou um estudo a partir de Fevereiro de 2014, no cumprimento do Projecto de Pós-Doutoramento com a Universidade do Porto. Este estudo prevê o levantamento topográfico e o mapeamento dos principais elementos arqueológicos deste local, entre os quais se destacam as rochas tipo menir, as rochas com inscrições, as pias entalhadas na rocha de base e o relacionamento de elementos com figuras zoomórficas e antropomórficas. Nesta zona também aparecem marcas de corte muito abundantes na Grota do Medo.
Uma característica única na Serra do Cume é que as pias entalhadas na rocha de base estão sempre acompanhadas por formações rochosas com uma forma zoomórfica ou antropomórfica. Os achados arqueológicos encontram-se, também aglomerados em grupos.

### Serra da Ribeirinha
Apesar de a Serra da Ribeirinha apresentar características semelhantes às da Serra do Cume, havendo figuras antropomórficas acompanhadas por pias, aparentemente o achado central desta área é uma pedra furada de um lado ao outro. Neste local existem também inúmeras rochas com marcas de corte, uma grande rocha que semelhante a um "banco de druida".